# Veronika Martinek
Pour les articles homonymes, voir Martinek.
Veronika Martinek (née le 3 avril 1972) est une joueuse de tennis allemande, professionnelle de la fin des années 1980 à 2001.
En 1995, alors issue des qualifications, elle a joué le 3e tour à Roland-Garros (battue par Adriana Serra Zanetti), sa meilleure performance en simple dans une épreuve du Grand Chelem.
Veronika Martinek a remporté deux tournois WTA pendant sa carrière, dont un en simple.

## Palmarès

### Titre en simple dames
| No | Date       | Nom et lieu du tournoi | Catégorie | Dotation | Surface      | Finaliste   | Score    |          |
| -- | ---------- | ---------------------- | --------- | -------- | ------------ | ----------- | -------- | -------- |
| 1  | 26-11-1990 | Nivea Cup, São Paulo   | Tier V    | 75 000 $ | Terre (ext.) | Donna Faber | 6-2, 6-4 | Parcours |

### Finale en simple dames
| No | Date       | Nom et lieu du tournoi | Catégorie | Dotation | Surface      | Vainqueure  | Score    |          |
| -- | ---------- | ---------------------- | --------- | -------- | ------------ | ----------- | -------- | -------- |
| 1  | 02-12-1991 | Nivea Cup, São Paulo   | Tier V    | 75 000 $ | Terre (ext.) | Sabine Hack | 6-3, 7-5 | Parcours |

### Titre en double dames
| No | Date       | Nom et lieu du tournoi   | Catégorie | Dotation  | Surface      | Partenaire  | Finalistes                        | Score    |          |
| -- | ---------- | ------------------------ | --------- | --------- | ------------ | ----------- | --------------------------------- | -------- | -------- |
| 1  | 25-10-1993 | Bancesa Classic Curitiba | Tier IV   | 100 000 $ | Terre (ext.) | Sabine Hack | Claudia Chabalgoity Andrea Vieira | 6-2, 7-6 | Parcours |

### Finale en double dames
Aucune

## Parcours en Grand Chelem

### En simple dames
| Année | Open d'Australie | Open d'Australie  | Internationaux de France | Internationaux de France | Wimbledon       | Wimbledon         | US Open         | US Open           |
| ----- | ---------------- | ----------------- | ------------------------ | ------------------------ | --------------- | ----------------- | --------------- | ----------------- |
| 1989  | 1er tour (1/64)  | Petra Langrová    | 1er tour (1/64)          | Amanda Coetzer           | -               | -                 | -               | -                 |
| 1990  | -                | -                 | -                        | -                        | 1er tour (1/64) | Nicole Provis     | -               | -                 |
| 1991  | 2e tour (1/32)   | Alexia Dechaume   | 2e tour (1/32)           | Mary Pierce              | 1er tour (1/64) | Anke Huber        | -               | -                 |
| 1992  | 1er tour (1/64)  | Helena Suková     | 2e tour (1/32)           | Conchita Martínez        | 1er tour (1/64) | Rosalyn Fairbank  | -               | -                 |
| 1993  | 2e tour (1/32)   | Anke Huber        | 1er tour (1/64)          | Rosalyn Fairbank         | 1er tour (1/64) | Lindsay Davenport | 1er tour (1/64) | Chanda Rubin      |
| 1994  | 1er tour (1/64)  | Ginger Helgeson   | -                        | -                        | 1er tour (1/64) | Ginger Helgeson   | 1er tour (1/64) | Conchita Martínez |
| 1995  | 2e tour (1/32)   | Conchita Martínez | 3e tour (1/16)           | A. Serra Zanetti         | 1er tour (1/64) | Shaun Stafford    | 1er tour (1/64) | Dominique Monami  |
| 1996  | 1er tour (1/64)  | M.A. Sánchez      | 2e tour (1/32)           | Arantxa Sánchez          | 1er tour (1/64) | Jana Novotná      | -               | -                 |

À droite du résultat, l’ultime adversaire.

### En double dames
| Année | Open d'Australie             | Open d'Australie         | Internationaux de France | Internationaux de France | Wimbledon | Wimbledon | US Open                     | US Open                   |
| ----- | ---------------------------- | ------------------------ | ------------------------ | ------------------------ | --------- | --------- | --------------------------- | ------------------------- |
| 1993  | 1er tour (1/32) S. Lohmann   | Tracey Morton Clare Wood | -                        | -                        | -         | -         | -                           | -                         |
| 1994  | 1er tour (1/32) M. Feistel   | G. Fernández N. Zvereva  | -                        | -                        | -         | -         | 1er tour (1/32) Sabine Hack | Sandra Cacic Julie Steven |
| 1997  | 1er tour (1/32) C. Schneider | C. Martínez P. Tarabini  | -                        | -                        | -         | -         | -                           | -                         |

Sous le résultat, la partenaire ; à droite, l’ultime équipe adverse.

## Classements WTA en fin de saison

### En simple
| Année | 1987 | 1988 | 1989 | 1990 | 1991 | 1992 | 1993 | 1994 | 1995 | 1996 | 1997 | 1998 | 1999 | 2000 |
| Rang  | 392  | 118  | 160  | 63   | 64   | 61   | 131  | 86   | 79   | 143  | 138  | 448  | 531  | 512  |

Source : (en) « Classements de Veronika Martinek », sur le site officiel du WTA Tour

### En double
| Année | 1987 | 1988 | 1989 | 1990 | 1991 | 1992 | 1993 | 1994 | 1995 | 1996 | 1997 |
| Rang  | 196  | 326  | 440  | 533  | -    | 150  | 162  | 240  | 164  | 140  | 726  |

Source : (en) « Classements de Veronika Martinek », sur le site officiel du WTA Tour